# Eduard Bernstein
Eduard Bernstein (Berlín, 6 de enero de 1850 - Berlín, 18 de diciembre de 1932) fue un político, teórico político e historiador alemán de origen judío que inicialmente era un defensor del marxismo ortodoxo y luego sostenía el revisionismo socialdemócrata, transformándose en un prominente defensor de la socialdemocracia y siendo el primer teórico en formular una teoría sistemática del revisionismo, fundándolo en su obra «Las premisas del socialismo y las tareas de la socialdemocracia» de 1899. Bernstein fue miembro del Partido Socialdemócrata de Alemania (SPD). Desde 1878, justo antes de la adopción de las Leyes Antisocialistas de Otto von Bismarck, estuvo exiliado en Suiza. En 1887 o 1888 fue expulsado de Suiza por iniciativa de Bismarck y se marchó a Londres, quedándose allí hasta 1901. En Londres mantuvo una estrecha relación con Friedrich Engels y entró en contacto con la Sociedad Fabiana y su socialismo moderado y reformista y con el evolucionismo social. De 1881 a 1890 fue director y redactor de Der Sozialdemokrat (El Socialdemócrata), el periódico principal del SPD durante el período de las leyes antisocialistas, y delegado a los congresos socialistas internacionales de 1889 y 1893.[cita requerida]
Tras la muerte de Engels, Bernstein comenzó a identificar y criticar lo que creía que eran errores en el marxismo ortodoxo. En su obra Las premisas del socialismo y las tareas de la socialdemocracia (1899) Bernstein rechazó la concepción materialista de la historia, la teoría de la plusvalía de la economía marxista y partes importantes de la teoría marxista que se basaban en la dialéctica hegeliana, favoreciendo el neokantismo; y la perspectiva de un economicismo inmanente al socialismo. Para Bernstein no es preciso una revolución violenta para alcanzar el socialismo, porque puede llegarse a él mediante una evolución pacífica a través del sindicalismo y de la acción política.
Es considerado el padre del «revisionismo» dentro del movimiento marxista y uno de los principales fundadores de la socialdemocracia.

## Biografía

### Primeros años
Bernstein nació en Schöneberg (ahora parte de Berlín) de padres judíos que trabajaban activamente en el Templo de la Reforma en Johannistrasse, cuyos servicios se realizaban los domingos. Su padre era maquinista de locomotoras. De 1866 a 1878 trabajó en bancos como empleado bancario después de terminar la escuela.

Bernstein en 1878.

La carrera política de Bernstein comenzó en 1872, cuando se unió a un partido socialista de tendencias marxistas, conocido formalmente como Partido Socialdemócrata Obrero de Alemania. El partido fue un defensor del estilo eisenachiano de socialismo alemán, que lleva el nombre de la ciudad alemana donde se fundó. Bernstein pronto se hizo conocido como activista. Su partido disputó dos elecciones contra un partido socialista rival, los Lassalleanos (Asociación General de Trabajadores de Alemania de Ferdinand Lassalle), pero en ambas elecciones ninguno de los partidos pudo obtener una mayoría significativa del voto de izquierda. En consecuencia, Bernstein, junto con August Bebel y Wilhelm Liebknecht, prepararon el Einigungsparteitag ("Congreso del Partido de Unificación") con los lassalleanos en Gotha en 1875. La famosa Crítica del Programa de Gotha de Karl Marx criticaba lo que él veía como una victoria lassalleana sobre el Eisenachers, a quienes favorecía. Bernstein señaló más tarde que fue Liebknecht, considerado por muchos el más fuerte defensor marxista dentro de la facción de los Eisenacher, quien propuso la inclusión de muchas de las ideas que tanto irritaban a Marx. La publicación del Anti-Dühring por Engels en 1878 supuso el comienzo de una nueva etapa marxista. El propio Bernstein dijo: “Me pareció irrebatible en todos los puntos esenciales y se convirtió así en mi credo socialista”.
En las elecciones de 1877, el Partido Socialdemócrata Alemán (SPD) obtuvo 493 000 votos. Sin embargo, dos intentos de asesinato del káiser Guillermo I al año siguiente proporcionaron al canciller Otto von Bismarck un pretexto para introducir una ley que prohibía todas las organizaciones, asambleas y publicaciones socialistas. No hubo participación socialdemócrata en ninguno de los intentos de asesinato, pero la reacción popular contra los "enemigos del Reich" indujo a un Reichstag complaciente a aprobar las leyes antisocialistas de Bismarck.
La estricta legislación antisocialista de Bismarck se aprobó el 12 de octubre de 1878. Para casi todos los efectos prácticos, el SPD fue ilegalizado y activamente reprimido en toda Alemania. Sin embargo, todavía era posible para los socialdemócratas hacer campaña individualmente para las elecciones al Reichstag, lo que hicieron a pesar de una severa persecución. De hecho, el partido aumentó su éxito electoral, obteniendo 550 000 votos en 1884 y 763 000 en 1887.

### Exilio

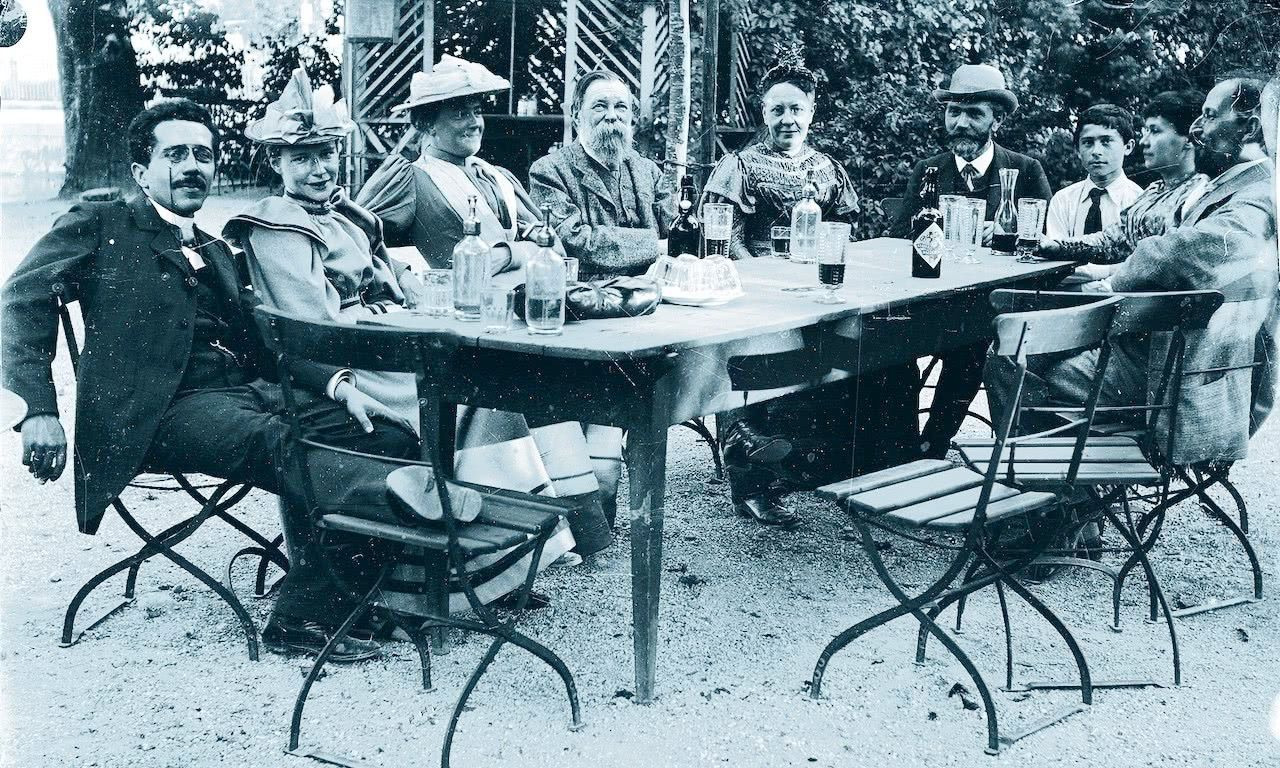
Bernstein fotografiado (cortado a la derecha) junto con su mujer Regina, Friedrich Engels (centro), Clara Zetkin (a la izquierda de Engels) y August Bebel con su mujer (a la izquierda) en el Congreso Internacional Socialista de Trabajadores de 1893 en Zúrich.

La vehemencia de la oposición de Bernstein al gobierno de Bismarck hizo deseable que abandonara Alemania. Poco antes de que las leyes antisocialistas entraran en vigor, Bernstein se exilió en Zúrich, aceptando un puesto como secretario privado de Karl Höchberg, un rico partidario de la socialdemocracia. Posteriormente, una orden de detención dictada contra él excluía toda posibilidad de regresar a Alemania y permanecería en el exilio durante más de veinte años. En 1880, Bernstein y Bebel viajaron a Londres donde conocieron personalmente a Karl Marx y a Friedrich Engels. Tras este contacto Bernstein es nombrado redactor de la publicación del partido Der Sozialdemokrat.
En 1888, Bismarck convenció al Gobierno suizo de que expulsara a varios miembros importantes de la socialdemocracia alemana, por lo que Bernstein se trasladó a Londres, donde se asoció con Friedrich Engels y Karl Kautsky. Poco después de su llegada a Suiza comenzó a considerarse marxista. Bernstein durante su estancia en Suiza había trabajado para Karl Höchberg, discípulo del neokantiano Friedrich Albert Lange. En 1880, acompañó a Bebel a Londres para aclarar un malentendido relativo a su implicación en un artículo publicado por Höchberg que fue denunciado por Marx y Engels como "repleto de ideas burguesas y pequeñoburguesas". La visita fue un éxito y Engels en particular quedó impresionado por el celo y las ideas de Bernstein. 
De regreso a Zúrich, Bernstein se volvió cada vez más activo trabajando para Der Sozialdemokrat y más tarde sucedió a Georg von Vollmar como editor del periódico, cargo que ocupó durante diez años. Fue durante esos años entre 1880 y 1890 que Bernstein estableció su reputación como un importante teórico del partido y un marxista de impecable ortodoxia. En ello le ayudó la estrecha relación personal y profesional que estableció con Engels. La relación se debía en gran medida al hecho de que compartía la visión estratégica de Engels y aceptaba la mayoría de las políticas particulares que Engels creía que implicaban las ideas. Bernstein criticó las políticas reformistas estatales de Otto von Bismarck:

En relación con la llamada 'reforma social' en Alemania, el Congreso declara que no cree en las intenciones honestas... de las clases dominantes... la llamada reforma social está siendo utilizada sólo como una maniobra táctica para desviar a los trabajadores del camino correcto.

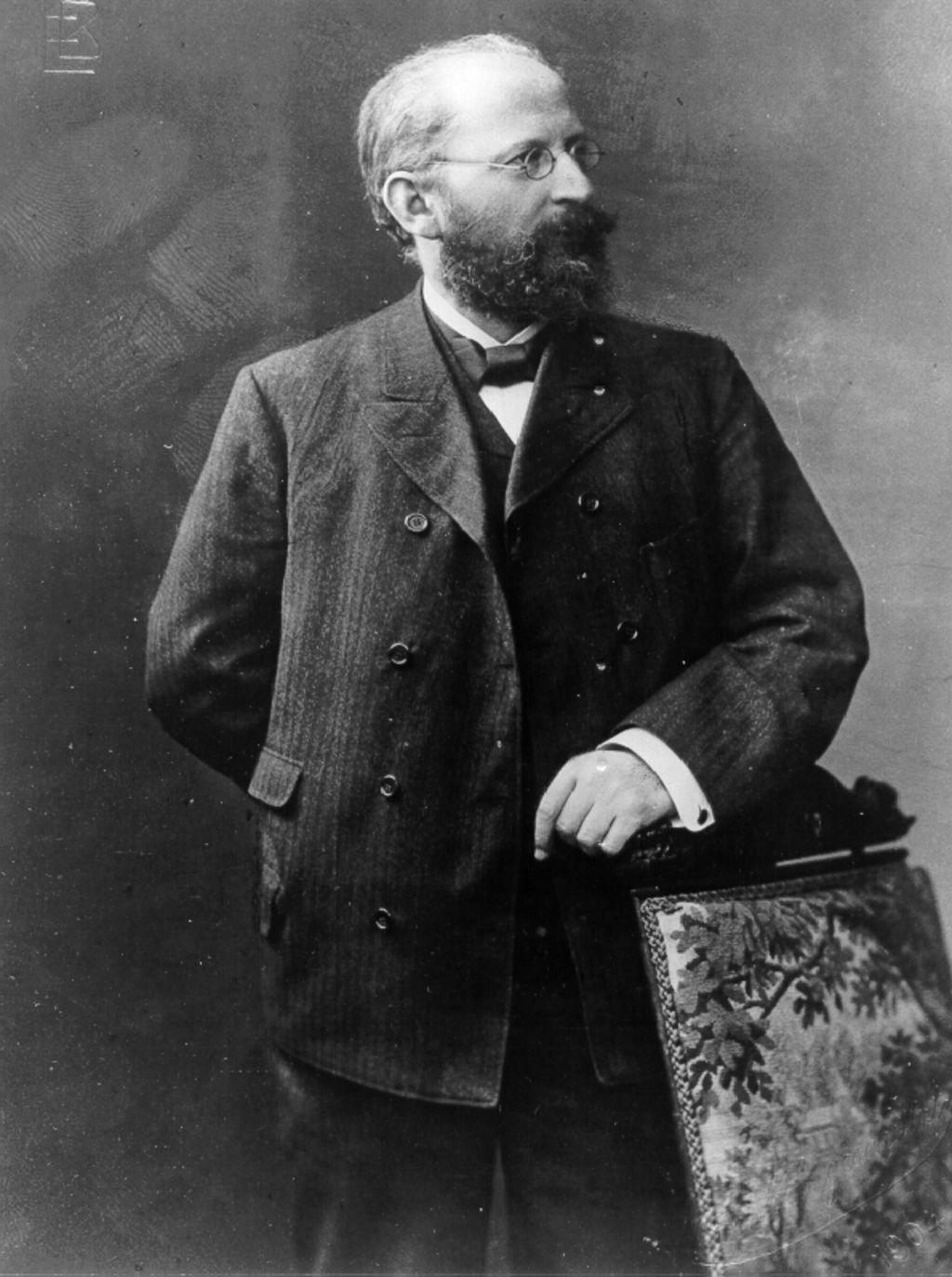
Bernstein en 1895.

En 1887, el Gobierno alemán convenció a las autoridades suizas para que prohibieran Der Sozialdemokrat. Bernstein se mudó a Londres, donde reanudó la publicación desde sus instalaciones en Kentish Town. Su relación con Engels pronto se convirtió en amistad. También se comunicó con varias organizaciones socialistas inglesas, en particular la Sociedad Fabiana y la Federación Socialdemócrata de Henry Mayers Hyndman. En años posteriores, sus oponentes afirmaban habitualmente que su "revisionismo" se debía a que veía el mundo "a través de espectáculos ingleses". Sin embargo, Bernstein negó los cargos. En 1891, Bernstein fue uno de los autores del Programa de Erfurt como sustituto del anterior Programa de Gotha, previamente criticado por Marx.
En 1895, Engels quedó profundamente angustiado cuando descubrió que su introducción a una nueva edición de Las luchas de clases en Francia, escrita por Marx en 1850, había sido editada por Bernstein y Kautsky de una manera que dejaba la impresión de que se había convertido en un defensor de un camino pacífico hacia el socialismo. El 1 de abril de 1895, Engels escribió a Kautsky:

"Me sorprendió ver hoy en el Vorwärts un extracto de mi 'Introducción' que había sido impreso sin mi conocimiento y manipulado de tal manera que me presentara como un defensor pacífico de la legalidad quand même (a toda costa). Razón de más por la que me gustaría que apareciera íntegro en el Neue Zeit, para borrar esta impresión vergonzosa. No dejo ninguna duda a Liebknecht sobre lo que pienso al respecto y lo mismo se aplica a aquellos que, sean quienes sean, le dieron esta oportunidad de pervertir mis puntos de vista y, además, sin siquiera decirme una palabra al respecto".

 Tras la muerte de Engels en 1895 publicó entre 1896 y 1898 en la revista Die Neue Zeit una serie de artículos  críticos de las tesis del marxismo ortodoxo, que consideró "contrarias a las afirmaciones de Marx y Engels", titulados Probleme des Sozialismus (Problemas del socialismo) que dieron lugar al debate sobre el revisionismo en el SPD. También publicó en 1899 el libro Die Voraussetzungen des Sozialismus und die Aufgaben der Sozialdemokratie (Las premisas del socialismo y las tareas de la socialdemocracia, traducido al inglés como Evolutionary Socialism (Socialismo Evolucionista)). El libro contrastaba mucho con las posiciones de Bebel, Kautsky y Liebknecht. El libro fue duramente criticado por los ensayos Bernstein y el programa socialdemócrata (1899) de Karl Kautsky; Reforma o revolución (1900) de Rosa Luxemburgo; Cant contra Kant (1901) de Gueorgui Plejánov; Marxismo y revisionismo (1908), ¿Qué hacer? (1914) y El Estado y la revolución (1918) de Lenin. En 1900, Bernstein publicó Zur Geschichte und Theorie des Sozialismus (La historia y la teoría del socialismo).

### Regreso a Alemania

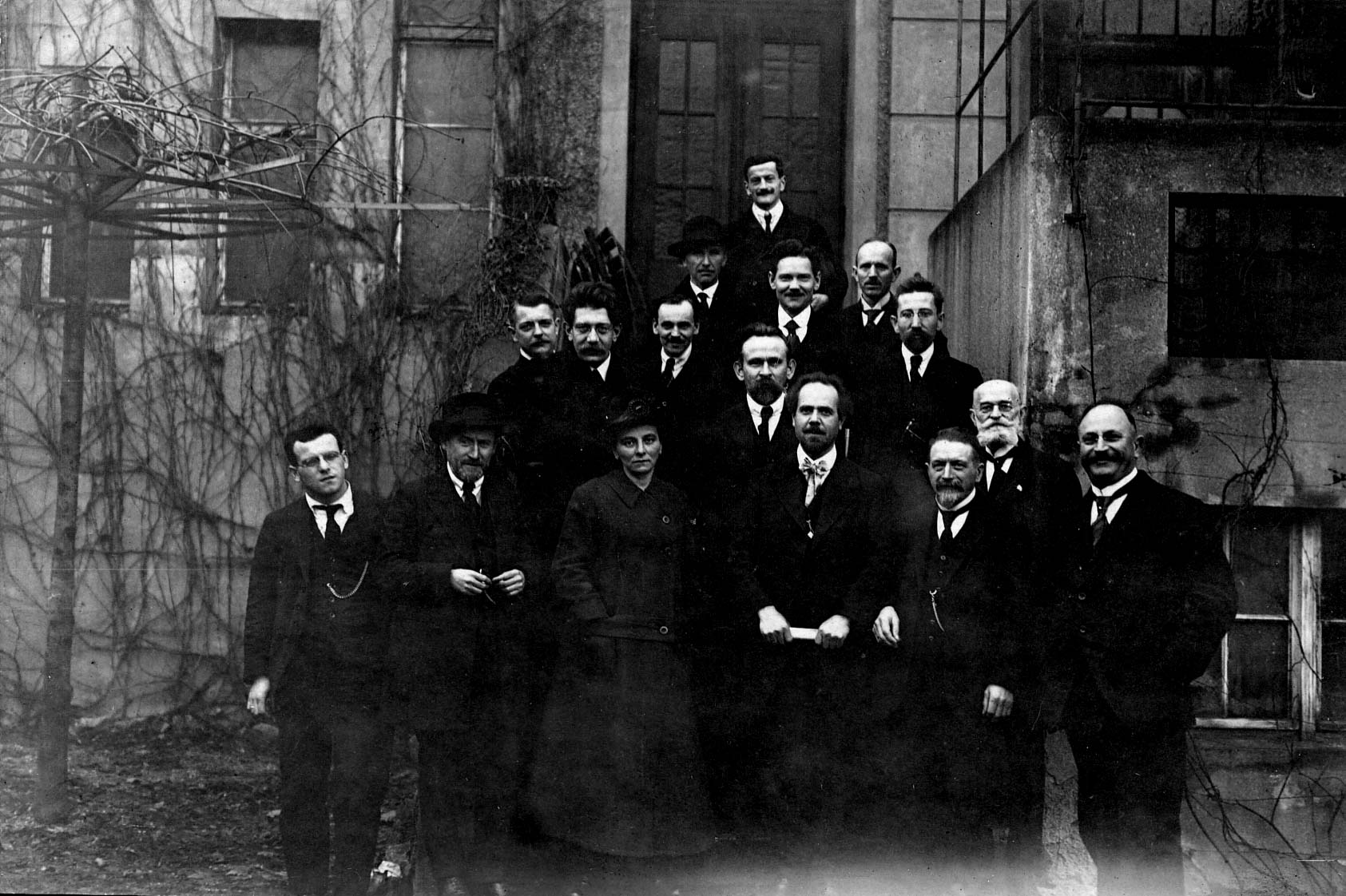
Bernstein en la junta del USPD en el 5 de diciembre de 1919.

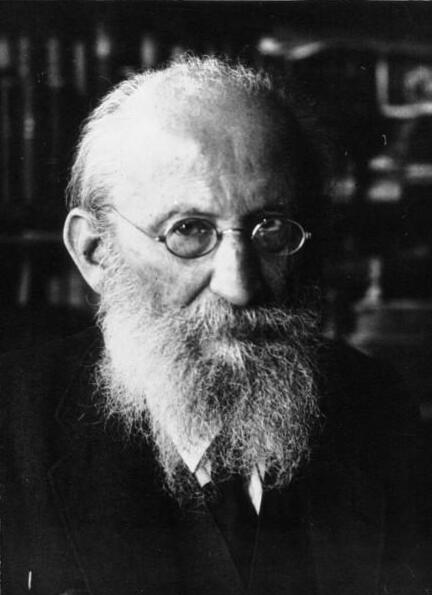
Bernstein en 1932.

En 1901, Bernstein regresó a Alemania tras el fin de la prohibición que le impedía entrar en el país. Ese año se convirtió en editor del periódico Vorwärts y miembro del Reichstag de 1902 a 1918. En 1913, junto con el ala izquierda de la fracción SPD, votó en contra de la presentación de armamentos. Aunque votó a favor de los bonos de guerra en agosto de 1914, se opuso a la Primera Guerra Mundial a partir de julio de 1915. En 1917, fue uno de los fundadores del Partido Socialdemócrata Independiente de Alemania (USPD), que unía a socialistas pacifistas, incluidos reformistas como Bernstein, centristas como Kautsky y socialistas revolucionarios como Karl Liebknecht. Fue miembro del USPD hasta 1919, cuando se reincorporó al SPD.
De 1920 a 1928, Bernstein volvió a ser miembro del Reichstag tras la derrota de Alemania en la guerra y la instauración de la República de Weimar. El 4 de marzo de 1920, como experto en las relaciones anglo-alemanas bajo el Imperio alemán, se convirtió en miembro del comité parlamentario que investigaba la cuestión de la culpabilidad en la guerra. Fue uno de los pocos diputados del comité que admitió la responsabilidad de Alemania por el estallido de la guerra, diferenciándose de la mayoría de los miembros del Reichstag en los partidos burgueses.
En 1921, con la participación de Bernstein y Kautsky, se creó basado en el Programa de Erfurt, de influencia marxista,[cita requerida] el Programa de Görlitz, de clara orientación revisionista, para el SPD. Este estuvo vigente hasta 1925, cuando fue sustituido por el Programa de Heidelberg.
Bernstein finalmente se retiró de la vida política en 1928.

### Muerte y legado

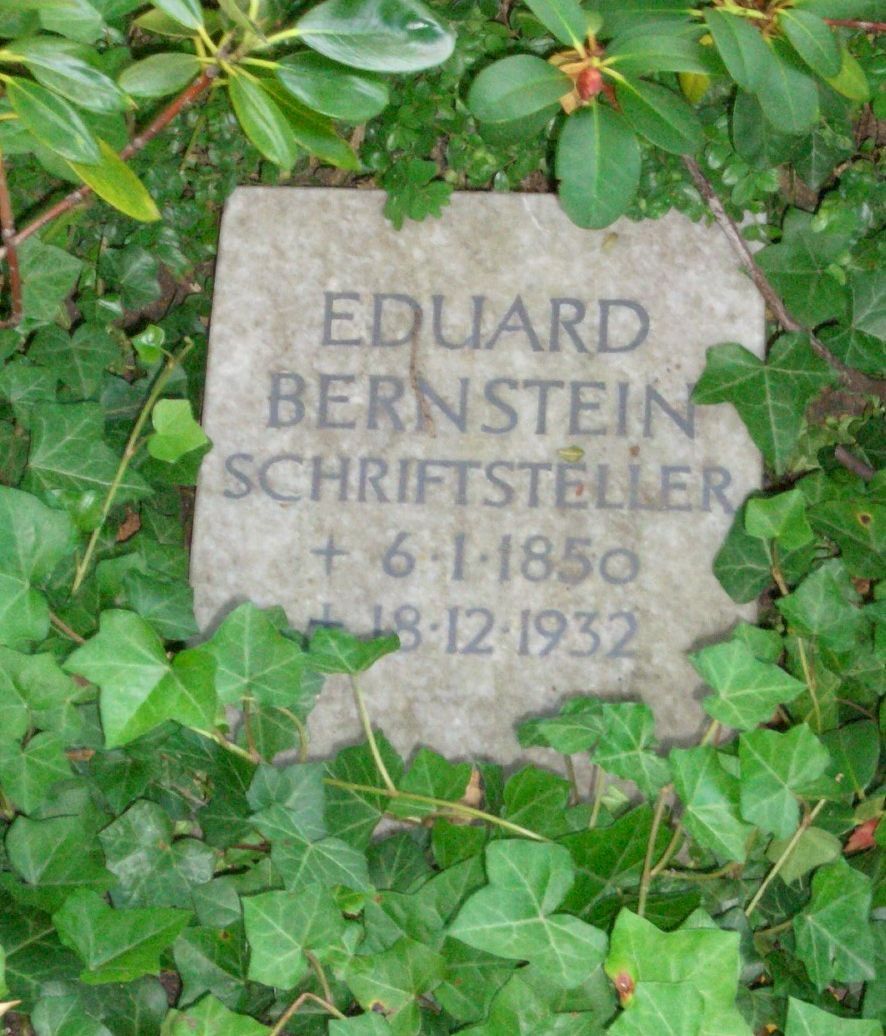
Tumba de Bernstein en Berlín.

Bernstein murió el 18 de diciembre de 1932 en Berlín. En su memoria hay una placa conmemorativa en Bozener Straße 18, Berlín-Schöneberg, donde vivió desde 1918 hasta su muerte. Su tumba en el cementerio de Eisackstraße se convirtió en una tumba de honor (en alemán: Ehrengrab) en Berlín.

## Pensamiento y opiniones
En una Alemania a punto de convertirse en la primera potencia industrial europea Bernstein constató que las predicciones de Marx no se estaban cumpliendo pues ni se vislumbraba el colapso del capitalismo víctima de sus propias contradicciones ni el proletariado vivía en unas condiciones cada vez más miserables.  
Bernstein cuestionó varias tesis de Karl Marx y Friedrich Engels, las cuales interpretó desde un punto de vista reformista, separando "las doctrinas sociales e históricas de Marx y su aplicación práctica". En el folleto ¿Es posible el socialismo científico? (1901) negó la posibilidad del socialismo científico. Para Bernstein el deber de todo marxista no consiste en "repetir eternamente las palabras de sus maestros" sino "estudiar las condiciones económicas dadas de la sociedad, seguir de cerca su marcha, determinar qué hacer, no desde un mundo socialista perfecto imaginario, sino desde el mundo muy imperfecto en que vivimos y sus necesidades reales". Suponer que "las ideas de Marx no sufrieron ningún cambio, significaría que era un dios o un loco".
Así pues, Bernstein procedió a «revisar» buena parte de las tesis marxistas —como la teoría del valor-trabajo o la de la polarización social entre burguesía y proletariado que haría desaparecer a las clases medias—, —y en consecuencia defendió las políticas reformistas para alcanzar el socialismo—, con lo que la contradicción entre teoría y práctica desaparecía. Esto le ganó dentro del movimiento marxista ser el padre del «revisionismo».

"La palabra revisionismo, que en el fondo sólo tiene sentido para cuestiones teóricas, traducida a lo político significa reformismo, política del trabajo sistemático de reforma en contraposición con la política que tiene presente una catástrofe revolucionaria como estadio del movimiento deseado o reconocido como inevitable".

La «revisión» de Bernstein, influida por el neokantismo, suscitó un gran debate en el seno de la socialdemocracia alemana y europea en el que Karl Kautsky, el teórico más influyente del SPD, fue el principal defensor de las tesis «clásicas» marxistas —o de la interpretación que había hecho de ellas la corriente «ortodoxa» mayoritaria—.

### Reformismo y oposición a la revolución violenta

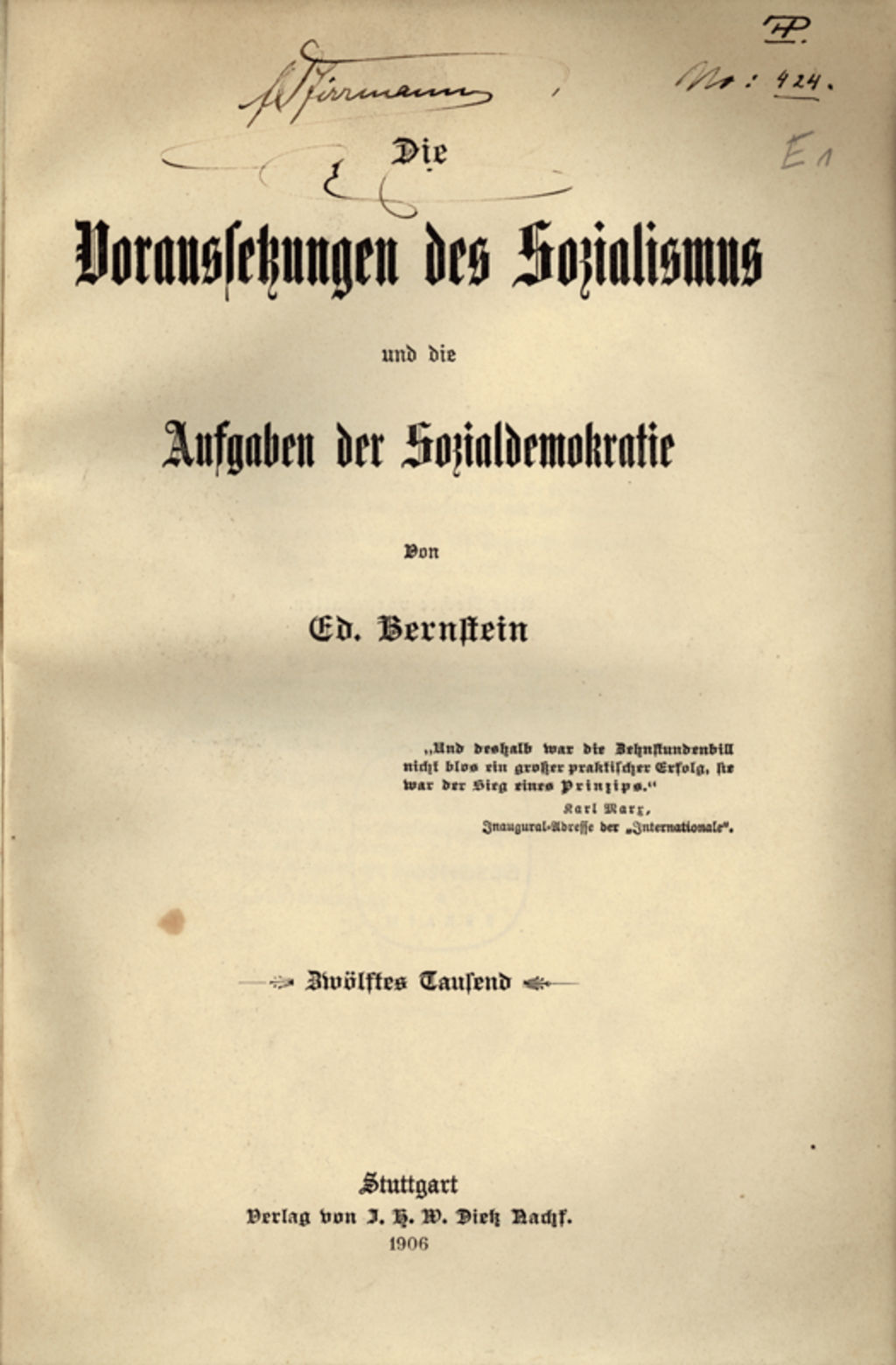
Las premisas del socialismo y las tareas de la socialdemocracia de Eduard Bernstein (1906).

En Las premisas del socialismo y las tareas de la socialdemocracia (1899), su obra más significativa, Bernstein criticó el marxismo por su mesianismo determinista, la teoría de la explotación del plusvalor, su predicción del colapso final del capitalismo, el utopismo de la futura sociedad comunista y la revolución como medio para llegar al socialismo. Bernstein estaba principalmente preocupado por las predicciones de Karl Marx sobre la inminente e inevitable desaparición del capitalismo y la consiguiente política de laissez-faire que se oponía a intervenciones sociales de mejora antes de su desaparición. Bernstein indicó hechos simples, que consideró evidencia de que las predicciones de Marx no se estaban cumpliendo, al tiempo que señaló que si bien la centralización de la industria capitalista era significativa, no se estaba volviendo generalizada y que la propiedad del capital se estaba volviendo más y no menos difusa. Según esta concepción de la economía capitalista a principios del siglo XX, los obreros ya vivían mejor, el capitalismo era más fuerte y existía ya legislación social, lo que les conducía a una revisión y "corrección" del pensamiento clásico marxista. 
Su pensamiento adopta algunos valores liberales como positivos para "enriquecer" el socialismo. La burguesía de la época no era la que criticaban Marx y Engels, mucho más fragmentaria (grande, pequeña y nuevas clases medias). Parte de ella es susceptible de adherirse al socialismo. Para ello el sufragio universal es el gran arma del proletariado. Donde existe, los obreros tienen más poder y pueden hacer más presión y nacionalizar industrias, hacer cambios sociales. Al igual que los fabianos, Bernstein veía la democracia como «el medio para la lucha en pro del socialismo» y la «forma imprescindible de realización del socialismo», mientras que la dictadura del proletariado la consideraba una forma de «atavismo político». En consecuencia, enlazando en esto con Lassalle, no consideraba al Estado como un instrumento de dominación de clase, como sostenía la interpretación marxista «ortodoxa», sino como el «legítimo guardián del interés general de la colectividad».
Bernstein no vio el camino en la revolución sino en el cambio gradual. El socialismo llega después de una serie de éxitos. Los socialistas han de ser el partido del proletariado pero no la dictadura del proletariado. Bernstein, citando a Engels, decía que el socialismo se lograría a través de una lucha «prolongada, tenaz, avanzando lentamente de posición a posición», lo que produciría una especie de evolución del capitalismo dado que por un lado: a) Las condiciones económicas no eran las suficientes como para permitir la aparición del socialismo; y b) Que la concentración o acumulación del capital no se había realizado en los términos previstos por Marx, sino por el contrario, se había extendido a través de la generalización de las empresas de capital social. Lo que significaba que en lugar de pauperizar habían mejorado los niveles de vida de amplios sectores de ella y que, por otro lado, la ampliación de la democracia y los logros de beneficios sindicales que esa extensión hacía posible significaba que el proletariado tendría cada vez más derechos a defender y por lo tanto, menos razones para una insurrección. De ahí su frase: «¡El objetivo final no es nada, el movimiento lo es todo!». No es precisa una revolución violenta para llegar al socialismo, sino una evolución por medio del sindicalismo y la acción política pacífica. Bernstein propone un socialismo evolucionista, basado en la ética kantiana. "No se trata, por tanto, del ser (del desarrollo de la historia en basado en leyes científicas) sino, como indiqué antes del deber ser".
Bernstein vio la reforma social no como reflejo de la lucha de clases, sino de la democracia: "la democracia significa que en todo momento dado la clase obrera debe pesar en la medida en que lo permita su madurez intelectual y la etapa actual de su desarrollo económico". Su gran concepto es el de la democracia, la eliminación de privilegios de clase y la igualdad para los individuos.

La democracia es, en principio, la supresión del gobierno de clase, aunque todavía no es la supresión real de las clases.

Su concepción del socialismo es la extensión de todo esto en todos los sectores. La socialización será gradual y puede hacerse mediante nacionalización o municipalización. Se debe hacer con prudencia. Bernstein no rechazaba algunas empresas privadas. El Estado interviene pero prefiere una legislación eficiente: "una buena ley industrial puede ser mejor que 100 nacionalizaciones". Por lo tanto, acepta que se mantendrán por mucho tiempo o por siempre algunas desigualdades.[cita requerida]

“Su influencia sería mucho mayor de lo que es hoy si la socialdemocracia tuviese el valor de emanciparse de una fraseología actualmente obsoleta y si se decidiera a parecer lo que es hoy en realidad: un partido reformista democrático y socialista”.

El análisis de Bernstein sobre la agricultura, según el cual Bernstein creía que la propiedad de la tierra se estaba volviendo menos concentrada, se basó en gran medida en el trabajo de Eduard David y, en su recopilación de hechos, fue lo suficientemente impresionante como para que incluso su oponente marxista ortodoxo Karl Kautsky reconociese su valor. 
En cuanto a la creencia de Marx en la desaparición del intermediario, Bernstein declaró que la clase empresarial estaba siendo reclutada constantemente entre la clase proletaria y por lo tanto todas las medidas de compromiso, como la regulación estatal de las horas de trabajo y las provisiones para las pensiones de vejez deberían ser motivado. Por esa razón, Bernstein instó a las clases trabajadoras a interesarse activamente en la política. Bernstein también indicó lo que consideraba algunos de los defectos de la teoría del valor-trabajo de Marx. “Böhm-Bawerk”, dijo Bernstein, “reveló ambigüedades realmente existentes en la teoría marxista del valor”.
Mirando especialmente el rápido crecimiento en Alemania, Bernstein argumentó que las empresas medianas florecerían, el tamaño y el poder de la clase media crecerían y que el capitalismo se ajustaría exitosamente y no colapsaría. Advirtió que una revolución proletaria violenta, como en Francia en 1848, sólo produciría éxitos reaccionarios, que socavarían los intereses de los trabajadores. Por lo tanto, rechazó la revolución y en cambio insistió en que la mejor estrategia era construir pacientemente un movimiento social duradero que trabajara por un cambio incremental continuo y no violento. Aun así, Bernstein se mantuvo en la ortodoxia al defender las huelgas generales frente a las críticas de antipatriotismo de los nacionalistas.

¿Cuál debe ser la actitud de la socialdemocracia y de la clase obrera alemana si se intenta reducir el sufragio en el Reichstag? ¿Pueden, o pueden, atreverse a contentarse con mítines platónicos? Hacer la pregunta es responderla. Con pleno reconocimiento de las dificultades que afrontaría una huelga política en Alemania... no dudo en declarar: no podemos hacer otra cosa, es necesario, hay que intentar la resistencia.

### Las opiniones de Bernstein bajo ataque

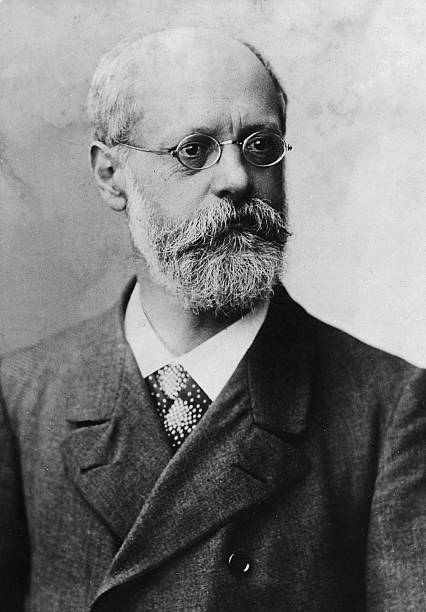
Karl Kautsky, exponente del marxismo ortodoxo.

Bernstein fue vilipendiado por los marxistas ortodoxos liderados por Karl Kautsky así como por la corriente más radical liderada por Rosa Luxemburgo por su revisionismo. La primera crítica oficial a sus argumentos económicos la pronunció Heinrich Cunow en el órgano teórico oficial del Partido Socialdemócrata. Por el contrario, Kautsky rechazó el gradualismo de Bernstein en favor de una teoría de la crisis más flexible. Aunque las condiciones económicas debían empeorar bajo el capitalismo, el factor decisivo para provocar la transición al socialismo sería "el creciente poder y madurez del proletariado". Es necesario estar "armado para cualquier eventualidad".

Los rusos Gueorgui Plejánov y Lenin también criticaron el revisionismo bernsteiniano. El socialista británico Ernest Belfort Bax acusó a Bernstein de haber "inconscientemente dejado de ser un socialdemócrata" por defender el colonialismo del Estado alemán. Sin embargo, Bernstein siguió siendo en gran medida un socialista, aunque poco ortodoxo, ya que creía que el socialismo se lograría mediante el avance del capitalismo hacia la socialdemocracia y demás, no mediante la destrucción del capitalismo (a medida que los derechos fueron conquistados gradualmente por los trabajadores, sus los motivos de agravio disminuirían y, en consecuencia, también disminuiría la motivación para la revolución). Durante los debates internos del partido sobre sus ideas, Bernstein explicó que para él el objetivo final del socialismo no era nada; el progreso hacia ese objetivo lo era todo.

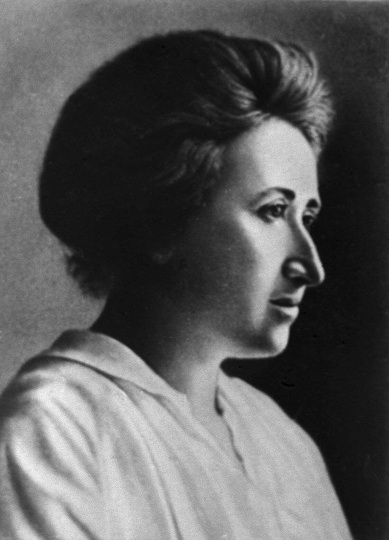
Rosa Luxemburgo criticó el revisionismo de Bernstein en Reforma o revolución.

Luxemburgo argumentó que el socialismo tiene su fin en la revolución social y que el revisionismo "equivale en la práctica al consejo [...] de que abandonemos la revolución social -el objetivo de la socialdemocracia- y convirtamos la reforma social de un medio de la lucha de clases en su objetivo final". Ya no es "la realización del socialismo" sino "la reforma del capitalismo"; "no es la supresión del trabajo asalariado, sino la reducción de la explotación, es decir, la supresión de los abusos del capitalismo en lugar de la supresión del propio capitalismo". Ella dice que el revisionismo ha perdido de vista el socialismo científico y ha vuelto al idealismo y, por lo tanto, ha perdido su fuerza predictiva. Dado que los reformistas subestiman la anarquía del capitalismo[cita requerida] y dicen que tiene adaptabilidad y viabilidad, con lo que quieren decir que las contradicciones del capitalismo no lo conducirían por necesidad histórica a su perdición, Luxemburgo dijo que abandonarían la necesidad objetiva del socialismo y renunciar a toda esperanza de un futuro socialista. El movimiento colapsaría a menos que se repudiara el revisionismo. Los sindicalistas, que podían ver los éxitos del capitalismo y la mejora de las condiciones laborales y que querían mejorar las condiciones laborales a través del parlamento, generalmente siguieron a Bernstein, mientras que los más ortodoxos generalmente siguieron a Luxemburgo.

### Política exterior
La política exterior fue el principal interés intelectual de Bernstein entre 1902 y 1914, con muchos artículos en el Sozialistische Monatshefte (Mensual Socialista). Abogó por posiciones políticas para Alemania que eran agresivamente nacionalistas, imperialistas y expansionistas.
Bernstein consideraba que el proteccionismo (altos aranceles a las importaciones) ayudaba sólo a unos pocos selectivos, siendo fortschrittsfeindlich (antiprogresista) por sus efectos negativos sobre las masas. Sostuvo que el proteccionismo de Alemania se basaba únicamente en la conveniencia política, aislando a Alemania del mundo (especialmente de Gran Bretaña), creando una autarquía que sólo resultaría en un conflicto entre Alemania y el resto del mundo. Bernstein quería poner fin al proteccionismo de Alemania y argumentó que los aranceles no aumentaban la producción de cereales, no contrarrestaban la competencia británica, no aumentaban las ganancias agrícolas y no promovían mejoras en la agricultura. En cambio, infló los alquileres, las tasas de interés y los precios, perjudicando a todos los involucrados. Por el contrario, argumentó que el libre comercio conducía a la paz, la democracia, la prosperidad y el mayor bienestar material y moral de toda la humanidad.
Rechazó el nacionalismo burgués reaccionario y llamó en su lugar a un nacionalismo cosmopolita-libertario. Reconoció el papel histórico del factor nacional y dijo que el proletariado debe apoyar a su país contra los peligros externos. Llamó a los trabajadores a asimilarse dentro de los Estados-nación, lo que implicaba el apoyo a las políticas coloniales y a los proyectos imperiales. Bernstein simpatizaba con la idea de las expansiones imperiales como una misión positiva y civilizadora, lo que dio lugar a una amarga serie de polémicas con el antiimperialista Ernest Belfort Bax. Bernstein apoyó el colonialismo, ya que creía que elevaba a los pueblos atrasados y funcionaba bien tanto para Gran Bretaña como para Alemania. Bernstein apoyó tales políticas de una manera intensamente racializada, argumentando en 1896 que "las razas que son hostiles o incapaces de la civilización no pueden reclamar nuestra simpatía cuando se rebelan contra la civilización" y que los "salvajes [deben] ser subyugados y obligados a ajustarse a las reglas de la civilización superior". Sin embargo, le molestaron las políticas imprudentes del Káiser. Quería una fuerte amistad, especialmente con Gran Bretaña y Francia, y protección contra la amenaza rusa a Alemania. Imaginó una especie de liga de naciones.
Bernstein rechazó la revolución rusa de 1917 producida por el partido bolchevique, que define como "un partido despótico, que pudo retener el poder por medio de una dictadura militar" que estaba creando "un nuevo orden capitalista que difiere del que sólo se diferencia de él por estar en un nivel inferior de cultura". Por otro lado alabó la revolución alemana de 1918, que "dio a los obreros alemanes no sólo derechos políticos, sino que mejoró sus condiciones sociales."

### Sionismo

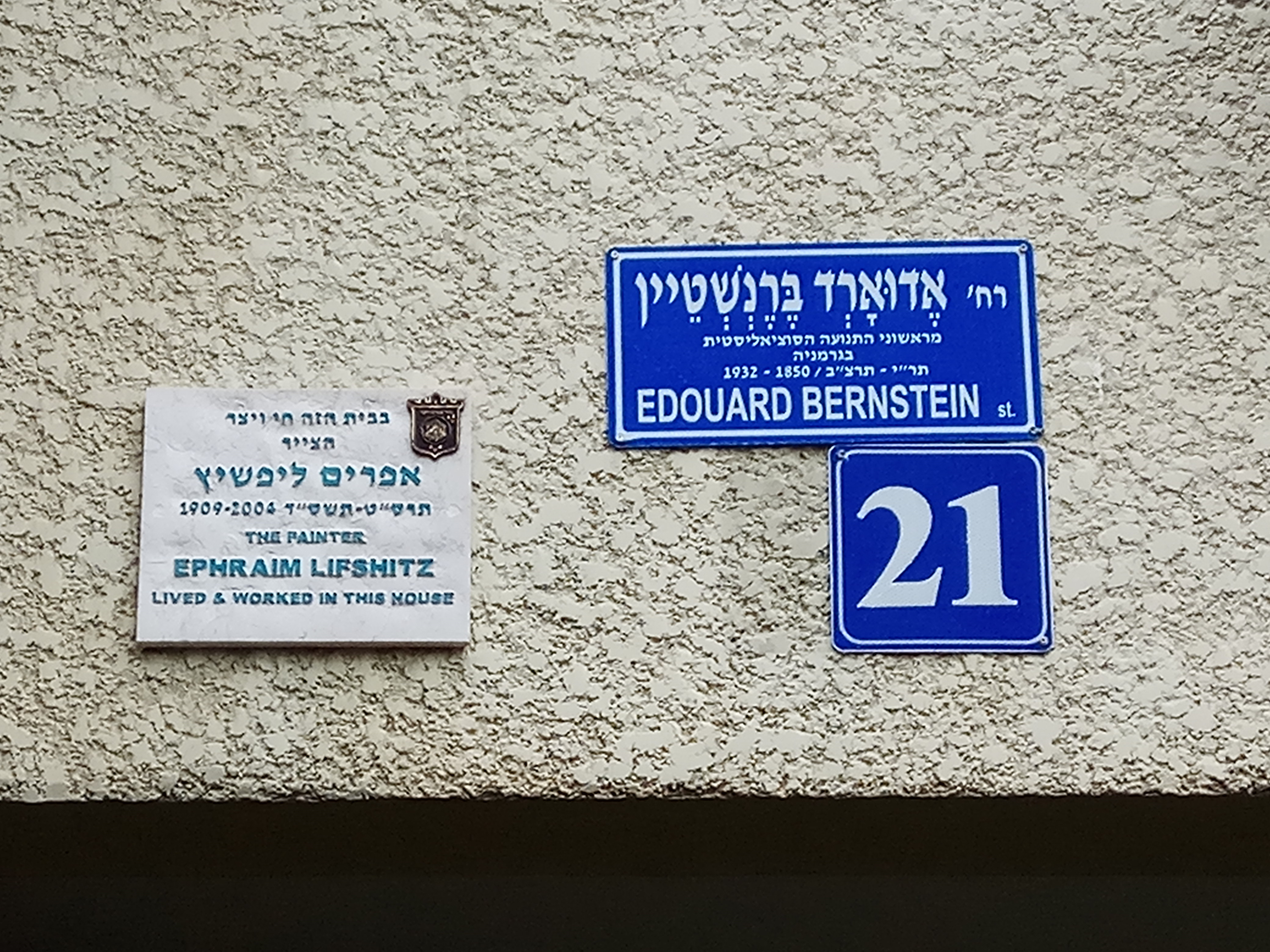
Calle Eduard Bernstein en Tel Aviv, Israel.

Bernstein argumentó que la religión, en su mayor parte, era un asunto privado.
Al igual que Friedrich Engels y August Bebel, Bernstein consideró el antisemitismo como reaccionario, con razón llamado "el socialismo del idiota", ya que la naturaleza del capitalismo "hacía imposible criticar a los capitalistas judíos sin criticar a los capitalistas no judíos". La alternativa era: "(El antisemitismo) debe reconocer la solidaridad de los explotadores de todas las confesiones religiosas, y luego trabajar directamente por la socialdemocracia". En su reseña de El Estado Judío de Theodor Herzl vio "una esencia de lucha de clases en el antisemitismo que el artículo atribuía implícitamente a los trabajadores judíos".
Las opiniones de Bernstein sobre cuestiones judías evolucionaron. Nunca se identificó como sionista, pero después de favorecer inicialmente una solución totalmente asimilacionista a "la cuestión judía", su actitud hacia el sionismo se volvió considerablemente más comprensiva después de la Primera Guerra Mundial.

### Homosexualidad
Bernstein también se destaca por ser "uno de los primeros socialistas en abordar con simpatía la cuestión de la homosexualidad". En su texto El juicio de las relaciones sexuales anormales, Bernstein defiende al escritor y socialista británico Oscar Wilde y critica los juicio morales de los actos sexuales "anormales" como "antinatural" puesto que la misma sociedad civil en muchos aspectos no es natural y estos actos están presentes en la naturaleza (véase Comportamiento homosexual en animales). De hecho, “que, en la práctica, las relaciones sexuales [entre personas heterosexuales] se llevan a cabo por puro placer y, puesto que se han emancipado de la procreación, son no solamente antinaturales, sino también anormales”. Además, en la práctica sexual se usan órganos no destinados a la procreación, las cuales no son castigadas. Esta doble moral es consecuencia del origen de la familia y sociedad patriarcal.
(L)a libertad [sexual] concedida al cuerpo femenino caracterizara el desprecio por la mujer, que se produjo con el surgimiento de la familia de derecho paterno. [...] (L)as regulaciones existentes son en sí mismas un remanente de un desprecio por la mujer, cuyo cuerpo era un objeto perteneciente al hombre.
Bernstein cuestiona el derecho del gobierno a infligir sus imperativos políticos y morales sobre los cuerpos y las acciones de los demás. Desde el materialismo histórico, estas críticas morales son solo históricas, puesto que esto actos estuvieron en todo etapa del desarrollo cultural humano.
[S]i la libertad contractual entre el hombre y la mujer es tan grande, que cualquier placer sexual por el que la mujer vende su cuerpo es legítimo, entonces no hay motivo razonable por el que un contrato similar entre hombre y hombre deba ser castigado penalmente. [...] En cualquier caso, al menos esto se puede decir; que en ningún caso el amor masculino es siempre un signo de un carácter corrupto, de disolución, de búsqueda de placeres bestiales y cosas semejantes.

## Influencia
La influencia del pensamiento de Bernstein fue escasa dentro del movimiento socialdemócrata, ya que sus tesis revisionistas perdieron frente a las ortodoxas de Karl Kautsky dentro del SPD. A pesar de todo eso, a la larga esa situación se revirtió y su revisionismo terminó imponiéndose dentro de la socialdemocracia. Sin embargo, tiempo después del fallecimiento de Bernstein, la socialdemocracia se moderó aún más en sus postulados habiéndose despojado por completo del marxismo y limitándose a propugnar una economía mixta —encuadrándose en lo que se conoce como la tercera vía—. Pero, de todos modos, algunas de las premisas de Bernstein se mantienen vigentes en la socialdemocracia actual, cómo por ejemplo, su defensa de la democracia, del reformismo y del humanismo. Al igual que el sociólogo Pierre Bourdieu, introdujo sus ideas dentro de las conocidas como Teorías del Conflicto, la Teoría Reproductivista Cultural, donde critica al funcionalismo como paradigma interpretativo de la educación y la sociedad.[cita requerida]
Según Ernest Mandel "las variantes posteriores del gradualismo y el reformismo (incluido, en años recientes, el eurocomunismo) tienen sus raíces comunes en los escritos de Bernstein". En su obra, La búsqueda del socialismo evolutivo: Eduard Bernstein y la socialdemocracia, Manfred Steger aborda el deseo de Bernstein de lograr el socialismo a través de medios pacíficos y una legislación incremental.

## Obras
- Bernstein, Eduard (1963). Socialismo evolucionista. F. Departmentére.
- Bernstein, Eduard (1966.). Socialismo teórico y socialismo práctico (E. Díaz-Retg, trad.). Buenos Aires: Claridad.
- Bernstein, Eduard (1982).  José Aricó, ed. Las premisas del socialismo y las tareas de la socialdemocracia. Problemas del socialismo. El revisionismo en la socialdemocracia (Irene del Carril y Alfonso García Ruiz, trads.). México: Siglo XXI Ediciones. ISBN 978-968-23-0915-1.
- Bernstein, Eduard (1987). Socialismo democrático. Editorial Nueva Década.
- Bernstein, Eduard (1990). Socialismo democrático (Joaquín Abellán pról. y, trad.). Madrid. ISBN 978-84-309-1844-7.
- Bernstein, Eduard (2011).  José Luis Moreno Pérez, ed. El socialismo evolucionista (E. Díaz-Retg, trad.). Granada: Editorial Comares. ISBN 978-84-9836-881-9.
- Bernstein, Eduard (2018).  Antonio López; Roberto Ramos Fontecob, eds. Karl Marx y la reforma social : el socialismo democrático como fruto maduro del liberalismo. Barcelona: Página Indómita. ISBN 978-84-946557-9-1.